# Življenje je drag šport
Življenje je drag šport je sedmi studijski album slovenskega glasbenega izvajalca Andreja Šifrerja, izdan 20. septembra 1995 pri ZKP RTV Slovenija. Album je bil posnet v ZDA, kamor se je Šifrer prvotno odpravil na oddih. Tam pa je kot posledica nepričakovanega navdiha v devetih mesecih napisal dovolj materiala za dva albuma. Pri snemanju je sodeloval kitarist Mike Hamilton, ki je sodeloval tudi s Kennyjem Logginsom in Stingom.
V dveh mesecih po izidu je bilo prodanih 10.000 izvodov in album je tako dosegel zlato naklado.
Naslovnica prikazuje Šifrerja, ki stoji pred hribi Hollywooda.
S trajanjem 71 minut in 42 sekund je to Šifrerjev najdaljši album. Ker pa se vse pesmi ponovijo v inštrumentalnih verzijah, je novega materiala za polovico manj, torej 35:51.

## Snemanje
Šifrer je spoznal producenta Stevea Wooda, ki mu je omogočil snemanje svojih pesmi po raznih studiih, prav tako pa mu je priskrbel pomoč raznih glasbenikov, med drugim tudi Mikea Hamiltona.
Na pesmi "Moja čebela" sta pri snemanju sodelovala Jure Franko in Jure Košir (kot duo 2 Jurja), ki sta bila ravno v času snemanja v Kaliforniji.

## Seznam pesmi
Vse pesmi je napisal Andrej Šifrer.
| Št. | Naslov                                                          | Dolžina |
| --- | --------------------------------------------------------------- | ------- |
| 1.  | „Moja čebela‟                                                   | 4:26    |
| 2.  | „Življenje je drag sport‟                                       | 5:23    |
| 3.  | „Stvari gredo na bolje‟                                         | 3:55    |
| 4.  | „Srce, moj mali klovn‟                                          | 4:27    |
| 5.  | „Ko bom umrl‟                                                   | 3:48    |
| 6.  | „Nihče ne trdi (da vam to bo všeč)‟                             | 3:52    |
| 7.  | „(Nikol nisem šel) Z grdo žensko spat‟                          | 3:04    |
| 8.  | „Obleka naredi človeka‟                                         | 3:19    |
| 9.  | „Kako mi zadišiš‟                                               | 3:41    |
| 10. | „Moja čebela‟ (inštrumentalna podlaga)                          | 4:26    |
| 11. | „Življenje je drag sport‟ (inštrumentalna podlaga)              | 5:23    |
| 12. | „Stvari gredo na bolje‟ (inštrumentalna podlaga)                | 3:55    |
| 13. | „Srce, moj mali klovn‟ (inštrumentalna podlaga)                 | 4:27    |
| 14. | „Ko bom umrl‟ (inštrumentalna podlaga)                          | 3:48    |
| 15. | „Nihče ne trdi (da vam to bo všeč)‟ (inštrumentalna podlaga)    | 3:52    |
| 16. | „(Nikol nisem šel) Z grdo žensko spat‟ (inštrumentalna podlaga) | 3:04    |
| 17. | „Obleka naredi človeka‟ (inštrumentalna podlaga)                | 3:19    |
| 18. | „Kako mi zadišiš‟ (inštrumentalna podlaga)                      | 3:41    |

## Zasedba
- Andrej Šifrer — vokal
- Steve Wood — klaviature, produkcija
- Mike Hamilton — kitara
- Jure Košir — vokal (1)
- Jure Franko — vokal (1)